# Дьябат

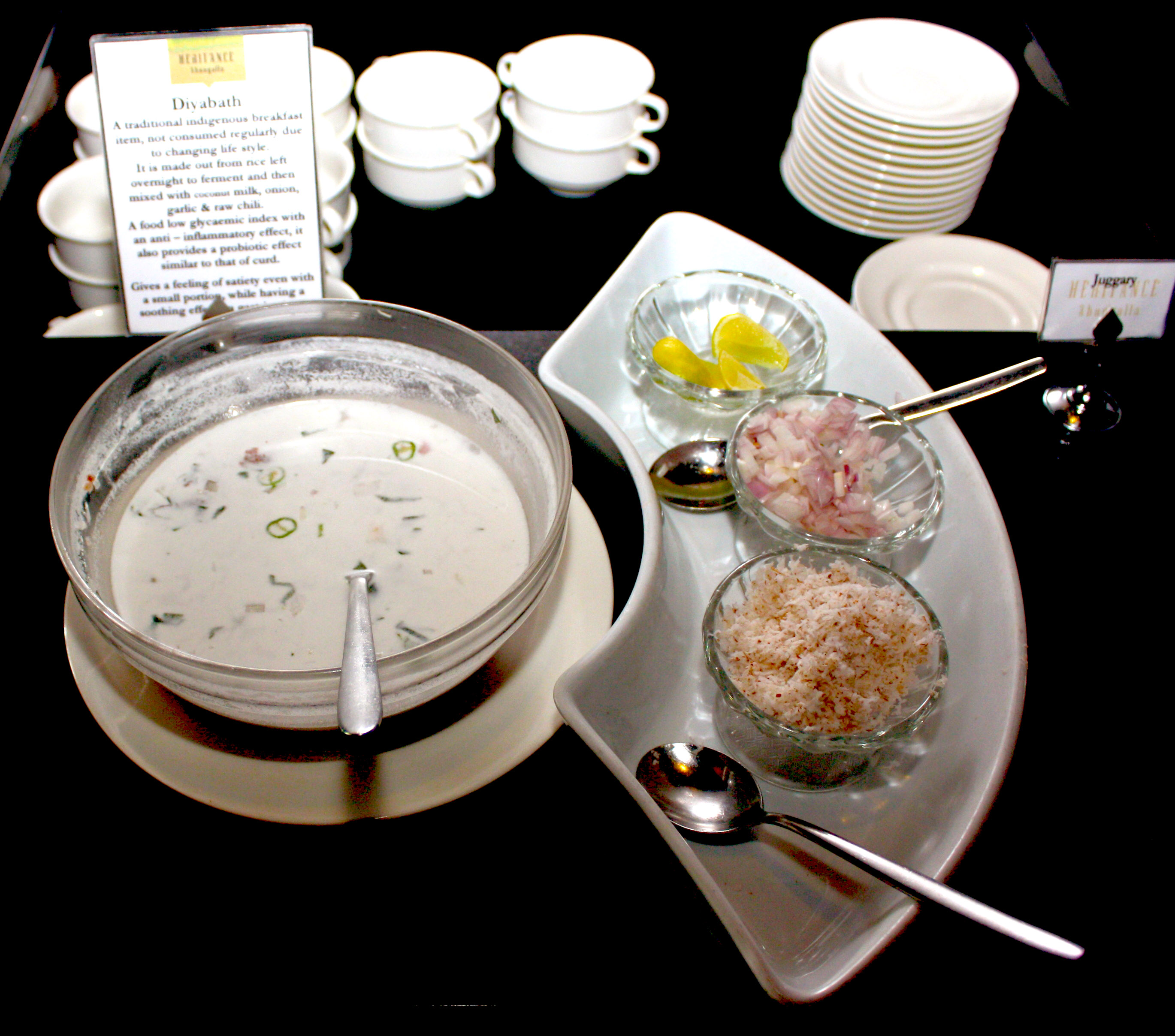
Дьябат

Дьябат (англ. Diyabath) — традиційна шрі-ланкійська страва, яка вживається на сніданок, але останнім часом місцевим населенням не споживається регулярно у зв'язку зі зміною манери життя.
Складається з рису, який залишають на ніч для бродіння, а потім змішують з кокосовим молоком, цибулею, часником і свіжим чилі (гострий червоний стручковий перець). 
Страва з низьким глікемічним індексом та з протизапальною дією, також має а протобіотичний ефект, аналогічний кисляку (айрану). Викликає почуття ситості навіть за невеликої кількості, надає виражену заспокійливу дію на виразку шлунку.